# Bitka za Gabon
Bitka za Gabon ili Bitka za Libreville je dio borbi u Francuskoj Zapadnoj Africi, koja se dogodila u studenom 1940., kao dio Drugog svjetskog rata. Francuske snage pod zapovjedništvom generala Charlesa de Gaullea osvojile su Libreville i cijelu Francusku Ekvatorsku Afriku porazivši Višijsku Francusku.
U listopadu 1940., general de Gaulle stigao je u Doualau i započeo plan invazije Francuske Ekvatorske Afrike. De Gaulle je također želio koristiti Francusku Ekvatorsku Afriku kao bazu za pokretanje napada na Libiju. Iz tog razloga, on je osobno vodio operaciju prema sjeveru, da izvidi situaciju u Čadu, koji se nalazi na južnoj granici Libije.
Krajem listopada i početkom studenog, francuske snage pod zapovjedništvom generala Charlesa de Gaullea uspješno su zauzimale dijelove Francuske Ekvatoriske Afrike, uključujući gradove Mitzic, Lambaréné i Doualau.
Nakon pomorskih i zračnih borbi u bici za Gabon od 8. do 12. studenog 1940., Višijska Francuska konačno je kapitulirala u Francuskoj Ekvatorskoj Africi, koja je pripala francuskim antifašističkim snagama.